# Historia de Granada (país)

Bandera de Granada.

Antes de la llegada de los europeos a finales del siglo XV, la isla de Granada estaba habitada por los indígenas caribes, un pueblo belicoso que había expulsado de la isla a los arahuacos, siendo estos un pueblo más pacífico. Cristóbal Colón llegó a Granada en 1498 en su tercer viaje al Nuevo Mundo. Llamó a la isla "Concepción". El origen del nombre Granada es incierto, aunque se supone que los marinos españoles la nombraron así por la ciudad de Granada. A comienzos del siglo XVIII, el nombre "Granada" o "la Grenade" en francés era usado con frecuencia.
En parte debido a los caribes, Granada permaneció sin colonizar durante más de cien años después de su descubrimiento; los primeros esfuerzos de los ingleses por colonizarla fueron en vano. En 1650, una compañía francesa fundada por el Cardenal Richelieu compró Granada a los ingleses, construyendo un pequeño asentamiento en la isla. Después de varias escaramuzas con los caribes, los franceses trajeron refuerzos desde la Martinica, derrotando a los caribes, de los cuales el último se lanzó al mar por no rendirse.

## Colonia británica
La isla permaneció bajo control francés hasta que fue capturada por los británicos en el año 1762, durante la guerra de los Siete Años. Granada fue cedida formalmente al Imperio Británico por el Tratado de París el año 1763. Aunque los franceses retomaron el control de la isla en 1779, la isla fue recuperada por los británicos por el Tratado de Versalles en el año 1783. A pesar de la fuerte presión que caía sobre los británicos debido a una revolución pro-francesa en 1795, Granada permaneció británica durante el resto del periodo colonial.
Durante el siglo XVIII, la economía de Granada sufrió una transición muy importante. Como el resto de las Indias Occidentales, Granada fue colonizada para cultivar azúcar, que crecía en las haciendas usando trabajo de esclavos. Pero los desastres naturales prepararon el camino a otros cultivos. En 1782, Sir Joseph Banks, el consejero botánico del rey Jorge III, llevó la nuez moscada a Granada. La tierra de la isla era idónea para el cultivo de esta especia, convirtiendo a Granada en una fuente de especias que además era más cercana a Europa que las Indias Orientales de los neerlandeses, por lo que la isla cobró una gran importancia para los comerciantes europeos.
La caída de las haciendas de cultivo de azúcar y la llegada de la nuez moscada y el cacao favoreció el desarrollo de pequeñas propiedades, desarrollándose un cultivo basado en pequeños terratenientes. La esclavitud fue prohibida por ley en 1834. En 1833, Granada entró a formar parte de la Administración Británica de las Islas de Barlovento. El gobernador de las Islas de Barlovento administró la isla durante el resto del periodo colonial. El 1958, la Administración de las Islas de Barlovento fue disuelta, y Granada se unió entonces a la Federación de las Indias Occidentales. Después de la desaparición de dicha federación en 1962, el gobierno británico intentó formar una pequeña federación a partir de sus posesiones restantes en el este del Caribe.

## Estado asociado
Después del fracaso de esta segunda tentativa, el gobierno británico y los habitantes de la isla desarrollaron el concepto de "estado asociado" . Bajo dicha designación, Granada tuvo una autonomía total en sus asuntos internos desde marzo de 1967. La independencia completa se produjo el 7 de febrero de 1974, en medio de una aguda crisis, con una petición se aplazamiento por parte de la oposición y disturbios, que provocaron que no acudiera nadie de la familia real.

## Independencia
Tras obtener la independencia, Granada adquirió un sistema parlamentario de Westminster ligeramente modificado parecido al modelo británico con un gobernador general nombrado y representando al monarca británico (la cabeza del estado) y un primer ministro quien fuera líder del partido político mayoritario y cabeza del gobierno a la vez. Eric Gairy fue el primero en ocupar el cargo de primer ministro de Granada.

## Revolución de Maurice Bishop e invasión estadounidense
El 13 de marzo de 1979, el movimiento "nuevo esfuerzo unido para el bienestar, la educación y la liberación" (en inglés: new joint endeavor for welfare, education, and liberation), abreviado New Jewel, expulsó a Gairy en un golpe de Estado prácticamente sin violencia y estableció un gobierno revolucionario del pueblo, encabezado por Maurice Bishop quien fue designado primer ministro. Su gobierno fomentó las relaciones con Cuba, la URSS y otros países comunistas.
En octubre del año 1983, una lucha por el poder dentro del gobierno acabó en el arresto y posterior asesinato de Bishop y algunos otros miembros de su consejo llevado a cabo por integrantes del ejército revolucionario del pueblo, encabezados por el ayudante del primer ministro de Bishop, Bernard Coard. Tras un gran desorden civil, una fuerza militar compuesta por integrantes del ejército estadounidense y de otros países caribeños llegaron a Granada el 25 de octubre, bajo la denominación de Operación Furia Urgente, en respuesta a una llamada de ayuda del gobernador y una petición de asistencia de la Organización de Estados del Caribe Oriental, sin haber consultado a las instituciones relevantes de la Mancomunidad Británica de Naciones o usar primero las vías diplomáticas (las cuales habían funcionado en el caso de Anguila). Los ciudadanos estadounidenses fueron evacuados, y el orden volvió a la isla (aunque la cultura desarrollada hasta el momento fue cubierta por la influencia de los Estados Unidos).

## Actualidad
Un encargado nombrado por el gobernador general administró el país hasta que unas elecciones democráticas se celebraron en diciembre de 1984. El New National Party (NNP) encabezado por Herbert Blaize ganó 14 de los 15 escaños en unas elecciones justas y libres y formó un gobierno democrático. La constitución de Granada, que había sido abolida por el "gobierno revolucionario del pueblo" fue restaurada después de las elecciones de 1984.
El NNP permaneció en el poder hasta 1989 pero con una mayoría reducida. Cinco miembros parlamentarios del NNP, incluyendo dos ministros dejaron el partido en 1986 y 1987 para formar el partido "National Democratic Congress" (NDC) convirtiéndose así en la oposición oficial.
En agosto de 1989, el primer ministro rompió con el NNP para formar un partido diferente, el "The National Party" (TNP) a partir de miembros del NNP. Esta escisión en el NNP provocó la formación de un gobierno en minoría hasta las elecciones previstas en la constitución para marzo de 1990. El primer ministro Blaize murió el mes de diciembre del año 1989 y fue sucedido por el primer ministro Ben Jones hasta las elecciones.
El NDC fue el partido más fuerte en las elecciones de 1990, ganando siete de los 15 escaños. Nicholas Brathwaite añadió a dos miembros del TNP y a otro del partido "Grenada United Labor Party" (GULP) para crear una coalición mayoritaria de 10 escaños. El gobernador general le nombró, consecuentemente, primer ministro.
En las elecciones parlamentarias llevadas a cabo el 20 de junio de 1995, el NNP ganó ocho escaños y formó un gobierno mayoritario liderado por Keith Mitchell. El NNP afirmó su estancia en el poder en las elecciones de enero de 1999 cuando consiguió los 15 escaños del parlamento.
El 7 de septiembre de 2004, Granada fue impactada por el huracán de categoría 3, Huracán Iván. El huracán destruyó una gran cantidad de las construcciones de la isla, incluyendo la prisión y la residencia del primer ministro, matando al menos a veinte personas y destruyendo casi toda la cosecha de nuez moscada, el mayor soporte económico de Granada.